# Physogaleus springeri
Physogaleus springeri és una espècie extinta de peix de la família dels carcarínids i de l'ordre dels carcariniformes.